# Mycosyrinx usambarensis
Mycosyrinx usambarensis är en svampart som först beskrevs av Henn., och fick sitt nu gällande namn av Vánky 2005. Mycosyrinx usambarensis ingår i släktet Mycosyrinx och familjen Mycosyringaceae.   Inga underarter finns listade i Catalogue of Life.